# Frederik Stefan Herzberg
Frederik Stefan Herzberg (* 3. Oktober 1981 in Frankfurt am Main) ist ein deutscher (Wirtschafts-) Mathematiker.

## Leben
Nach dem Abitur 2000 am Lessing-Gymnasium in Frankfurt am Main studierte er Mathematik und Philosophie an der Universität Bonn, wo er 2003 das Diplom erhielt. 2005 folgte ebenfalls in Bonn bei Sergio Albeverio die Promotion zum Dr. rer. nat. in Mathematik (Dissertation über stochastische Nichtstandardanalysis und pfadabhängige Optimierungsprobleme). Die Jahre 2003–2005 verbrachte er hauptsächlich an der University of Oxford (Merton College), wo er 2006 zum (DPhil) in Finanzmathematik bei Terence Lyons promoviert wurde (Dissertation über Preisbewertung komplexer Optionen von amerikanischem Ausübungstyp). Nachdem er 2007 zum Juniorprofessor an das Institut für Mathematische Wirtschaftsforschung (IMW) der Bielefeld berufen worden war, habilitierte er sich dort 2011 für das Fachgebiet Wirtschaftstheorie (mit einer Schriftensammlung zu  entscheidungs- und gleichgewichtstheoretischen Anwendungen der Modelltheorie); 2016 folgte daselbst die Ernennung zum außerplanmäßigen Professor. Längere Forschungsaufenthalte führten ihn an die Universitäten in Berkeley, Princeton und schließlich München; dort habilitierte er sich 2017 abermals für das Fach Philosophie (Habilitationsschrift über erkenntnis- und entscheidungstheoretische Aspekte des Bayesianismus). Seit 2015 ist er auch Mitglied des Bielefelder Institute for Interdisciplinary Studies of Science (I²SoS).
Seine gegenwärtigen Forschungsinteressen sind Modelltheorie, Wahrscheinlichkeits- und Entscheidungstheorie, Erkenntnis- und Wissenschaftstheorie, Religionsphilosophie sowie die Hochschuldidaktik der Mathematik.

## Veröffentlichungen (Auswahl)
- Frederik S. Herzberg, Vladimir Kanovei, Mikhail Katz, Vassily Lyubetsky: Minimal axiomatic frameworks for definable hyperreals with transfer. In: Journal of Symbolic Logic, Band 83, Nr. 1, 2017, S. 385–391; doi:10.1017/jsl.2017.48.
- Frederik S. Herzberg: Stochastic calculus with infinitesimals. Springer, Berlin 2013, ISBN 3-642-33148-3.
- Frank Riedel, Frederik S. Herzberg: Existence of financial equilibria in continuous time with potentially complete markets. In: Journal of Mathematical Economics, Band 49, Nr. 5, 2013, S. 398–404; doi:10.1016/j.jmateco.2013.07.001.
- Frederik S. Herzberg: Hyperreal expected utilities and Pascal’s Wager. In: Logique et Analyse. Band 54, Nr. 213, 2011, S. 69–108.
- Frederik S. Herzberg: The consistency of probabilistic regresses. A reply to Jeanne Peijnenburg and David Atkinson. In: Studia Logica. Band 94, Nr. 3, 2010, S. 331–345; doi:10.1007/s11225-010-9242-x.
- Frederik S. Herzberg: Internal laws of probability, generalized likelihoods and Lewis’ infinitesimal chances – a response to Adam Elga. In: British Journal for the Philosophy of Science. Band 58, Nr. 1, 2007 S. 25–43; doi:10.1093/bjps/axl028.
- Sergio Albeverio, Frederik S. Herzberg: A combinatorial infinitesimal representation of Lévy processes and an application to incomplete markets. In: Stochastics. Band 78, Nr. 5, 2006, S. 301–325; doi:10.1080/17442500600900707.